# Elk Cloner
Elk Cloner – pierwszy znany wirus komputerowy, który rozpowszechniał się "na dziko". Stworzony został w 1982 roku przez Richa Skrenta. Został on przystosowany do infekowania systemów Apple DOS 3.3 używanych przez komputery Apple II, przy użyciu dyskietek.

## Infekcja
Elk Cloner pierwotnie został napisany w ramach żartu i umieszczony na dyskietce z grą. Po 50. uruchomieniu gry z zainfekowanej dyskietki wyświetlał on wiersz o wirusie. Jeżeli komputer został uruchomiony przy użyciu zainfekowanej dyskietki, kopia wirusa została zapisywana do pamięci RAM komputera. Jeżeli po infekcji do komputera podłączona została niezainfekowana dyskietka, wirus kopiował się na tę dyskietkę infekując ją.
Wyświetlany wiersz wyglądał następująco:

Elk Cloner:  The program with a personality
It will get on all your disks
It will infiltrate your chips
Yes, it's Cloner!
It will stick to you like glue
It will modify RAM too
Send in the Cloner!

Tłumaczenie:

Elk Cloner:  Program z osobowością
Przejmie wszystkie twoje dyski
Przeniknie wszystkie twoje chipy
Tak to jest Cloner!
Przyklei się do ciebie jak klej
Zmodyfikuje też twój RAM
Podeślij Clonera!

Poza nadpisywaniem dyskietek Elk Cloner nie wyrządzał innych poważnych szkód.